# Machcin (gmina)
Machcin (od 1870 Czersk) – dawna gmina wiejska istniejąca w XIX wieku w guberni warszawskiej. Siedzibą władz gminy był Machcin.
Za Królestwa Polskiego gmina Machcin należała do powiatu górnokalwaryjskiego w guberni warszawskiej.
19 maja?/31 maja 1870 do gminy przyłączono pozbawiony praw miejskich Czersk.
Gminę zniesiono w połowie 1870 roku i odtąd jednostka figuruje już pod nazwą gmina Czersk.